# Francesc Alcayde Vilar
Francesc Alcayde Vilar (València, 30 de juny de 1889 - València, 1973) va ser un filòsof valencià.
L'any 1921 va ingressar al cos de catedràtics d'Universitat en la disciplina de lògica fonamental. Després de passar per les universitats de Santiago de Compostel·la, Saragossa, Salamanca i Granada va ser catedràtic de la Universitat de València. Va ser signatari de les Normes de Castelló (1932) i membre de la comissió valenciana promotora del Diccionari Català-Valencià-Balear. La seua tasca com a investigador va centrar-se en l'estudi de la psicologia de les emocions i en la figura del filòsof valencia Joan Lluís Vives.